# 24261 Джуділего
24261 Джуділего (24261 Judilegault) — астероїд головного поясу, відкритий 12 грудня 1999 року.
Тіссеранів параметр щодо Юпітера — 3,513.